# Holstein (Familienname)
Holstein ist ein deutscher Familienname.

## Namensträger
- Agnes von Holstein († 1386), Herzogin von Sachsen-Lauenburg
- Alexander von Staël-Holstein (1877–1937), estnischer Orientalist, Sinologe, Indologe
- Anke Holstein (* 1967), deutsche Diplomatin
- Anne Louise Germaine de Staël-Holstein (1766–1817), französische Schriftstellerin („Madame de Staël“), siehe Germaine de Staël
- Arnold Holstein (Jurist) († nach 1566), deutscher Jurist und Autor des 16. Jahrhunderts
- August von Holstein (1847–1903), preußischer Generalleutnant
- Barry Holstein (* 1941), US-amerikanischer Physiker
- Carl von Holstein (1700–1763), dänischer Sondergesandter in St. Petersburg
- Casper Holstein (1876–1944), New Yorker Mobster und illegaler Glücksspieler
- Christian August von Schleswig-Holstein-Sonderburg-Norburg (1639–1687), Prinz aus dem Haus Schleswig-Holstein-Sonderburg-Norburg, Reisender und britischer Seeoffizier
- Christine Holstein (1883–1939), deutsche Schriftstellerin
- Christoph Holstein (* 1963), deutscher Journalist und parteiloser politischer Beamter
- Conrad von Holstein (Offizier, 1711) (1711–1784), dänischer Offizier
- Conrad von Holstein (1825–1897), deutscher Rittergutsbesitzer und Reichstagsabgeordneter
- Dietrich Friedrich von Holstein (1758–1840), deutscher Offizier
- Eberhard Holstein (1910–1995), deutscher Architekt
- Eduard Holstein (Fabrikant) (1844/1845–1912), deutscher Textilfabrikant und Abgeordneter (DVP) in Böhmen
- Eduard Holstein (Architekt) (1864–nach 1929), deutscher Baurat und Regierungsrat in Hannover
- Eleonora Sophia von Schleswig-Holstein-Sonderburg (1603–1675), Fürstin von Anhalt-Bernburg
- Elisabeth von Holstein-Rendsburg (um 1300–vor 1340), Herzogin von Sachsen-Lauenburg und Königin von Dänemark
- Elisabeth von Holstein-Schaumburg († 1545), Äbtissin im Stift Nottuln
- Elisabeth von Holstein-Schauenburg, siehe Elisabeth von Braunschweig-Wolfenbüttel (1567–1618), Prinzessin von Braunschweig-Wolfenbüttel
- Elisabeth Juliane von Schleswig-Holstein-Sonderburg-Norburg (1634–1704), Herzogin von Schleswig-Holstein-Sonderburg-Norburg, durch Heirat Herzogin von Braunschweig-Wolfenbüttel
- Ernst Holstein (1901–1985), deutscher Mediziner und Hochschullehrer
- Franz von Holstein (1826–1878), deutscher Komponist
- Frederick Conrad von Holstein-Holsteinborg (1704–1749), königlich dänischer Generalleutnant und Lehnsgraf von Holsteinborg
- Frederik Vilhelm von Holstein (1703–1767), dänischer Amtmann und Hofbeamter
- Friedrich Holstein (Architekt) († nach 1962), deutscher Architekt und Stadtbaurat in Stuttgart-Feuerbach
- Friedrich von Schleswig-Holstein-Sonderburg-Norburg (1581–1658), Herzog von Schleswig-Holstein-Sonderburg-Norburg
- Friedrich Adolph von Holstein (1784–1836), Graf von Holsteinburg, königlich dänischer Kammerherr, Schriftsteller und Mitglied der Roskilder Ständeversammlung
- Friedrich August von Holstein (1837–1909), deutscher Diplomat
- Günther Holstein (1892–1931), evangelischer Kirchen- und Staatsrechtler
- Hans Heinrich von Holstein (1888–1978), deutscher Landrat
- Heinrich Christoph von Holstein (1786–1842), schleswig-holsteinischer Gutsbesitzer, Lübecker Domherr
- Hedwig von Holstein (Stifterin) (1822–1897), deutsche Stifterin
- Helvig von Holstein (um 1257–1324/1326), schwedische Königin
- Hugo Holstein (1834–1904), deutscher Philologe und Gymnasiallehrer, Literaturhistoriker und Landesgeschichtler
- Jim Holstein (1930–2007), US-amerikanischer Basketballspieler
- Johan Ludvig von Holstein-Ledreborg (1694–1763), dänischer Kanzler
- Johann Georg von Holstein (1662–1730), königlich dänischer Oberlanddrost und Geheimer Rat
- Jürgen Holstein (* 1936), deutscher Autor und Antiquar
- Karl Holstein (Industrieller) (1908–1983), deutscher Industrieller
- Karl Holstein (1912–2003), deutscher Maler und Graphiker
- Ludvig Holstein (1864–1943), dänischer Lyriker und Schriftsteller
- Ludvig Holstein-Holsteinborg (1815–1892), dänischer Premierminister
- Ludvig Holstein-Ledreborg (1839–1912), dänischer Premierminister
- Marie Holstein (* 1997), deutsche Volleyballspielerin
- Otto Niemeyer-Holstein (1896–1984), deutscher Maler
- Pedro de Sousa Holstein (1781–1850), portugiesischer Politiker und Militär aus der Zeit der Monarchie
- Rudolf Holstein (1900–1973), deutscher Politiker (Zentrum)
- Stephan Holstein (* 1963), deutscher Jazzmusiker (Klarinette, auch Saxophon)
- Thomas W. Holstein (* 1953), deutscher Biologe und Wissenschaftsmanager
- Theodore Holstein (1915–1985), US-amerikanischer Physiker
- Ulrich Adolph von Holstein (1731–1789), deutscher Offizier und Oberpräsident von Kopenhagen
- Wilhelm Christian von Schleswig-Holstein-Sonderburg-Wiesenburg (1661–1711), kursächsischer Generalmajor